# Asistent fotografa

Asistenti upravují šaty modelky při fotografování módy

Asistent fotografa, fotografický asistent nebo fotoasistent, je „jednotlivec s fotografickými i souvisejícími schopnostmi, který pomáhá profesionálnímu fotografovi“. Práce asistenta fotografa je často označována jednoduše jako „pomoc“. Fotoasistent je nejčastěji zaměstnán na volné noze, ale v některých případech jsou fotografičtí asistenti zaměstnanci na plný úvazek především na hlavních trzích a s významnými fotografy. 
Asistentova práce často zahrnuje pomoc fotografovi v ateliéru nebo na lokaci a to nejen pomoc při fotografování, ale zajišťuje také každodenní provoz ateliéru. Nezávislý fotografický asistent může pomáhat několika různým fotografům. 
Dříve bylo hlavním úkolem fotografického asistenta vyvolávání a zpracování fotografických filmů (především kinofilmů 35 mm, svitkových 120 a 220 a 4x5, 5x7, 8x10 a 11x14 palcových archů), nastavení světel, odečty expozimetrů, odečty barevných teplot, fotografické testy osvětlení, Polaroidy a v podstatě přípravě fotografické sady, která je připravena pro fotografa, aby mohl jednoduše stisknout spoušť fotoaparátu a tvořit fotografie. Nyní, když digitální technika nahradila tradiční filmovou fotografii, musí být asistent fotografa také kvalifikovaný odborník na osvětlení.
S nástupem digitální fotografie je úkolem asistenta stále více digitální práce, ať už jde o stahování karet CompactFlash nebo nastavení počítače pro digitální záznam. Tradiční dovednosti týkající se osvětlení a měření jsou však stále základem povinností asistenta. 
Důležitým průběžným úkolem asistenta fotografa, ať už pracuje s digitálním nebo klasickým filmem, je nastavení osvětlení, odečítání údajů z expozimetru a obecně řečeno, ruční nastavení při fotografování.

## Galerie

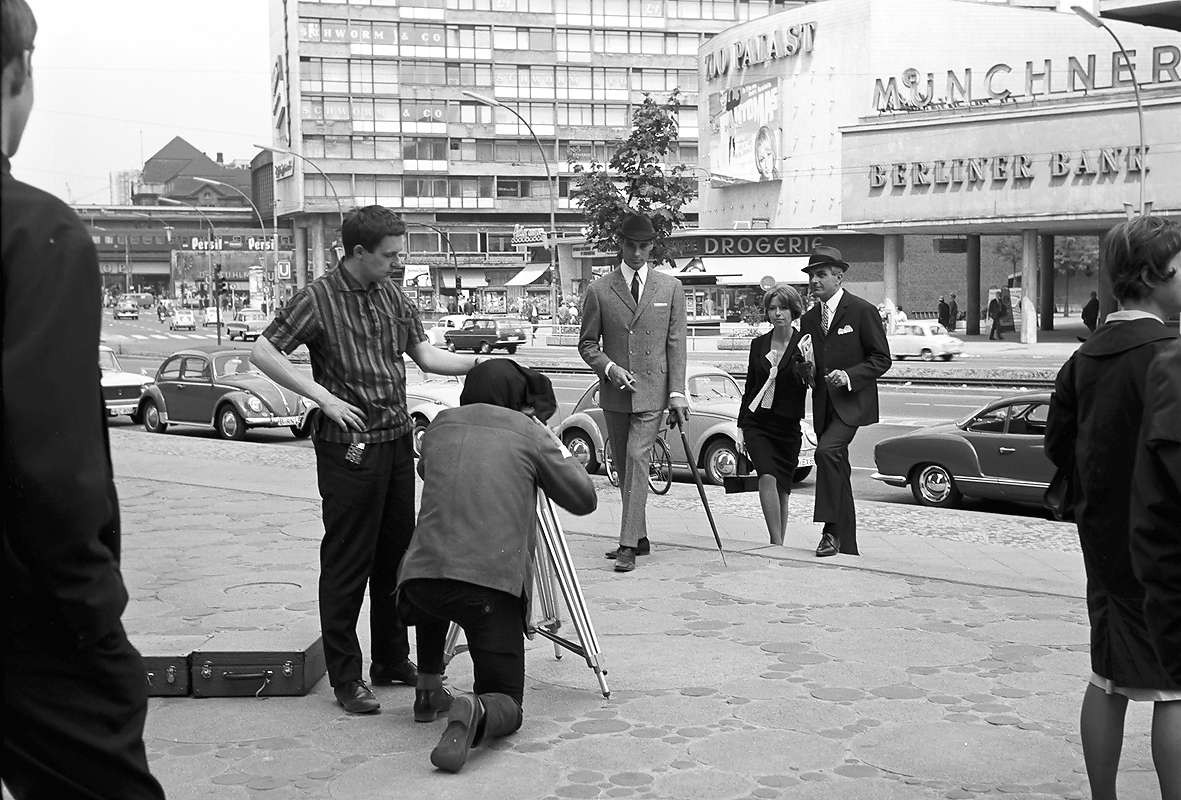
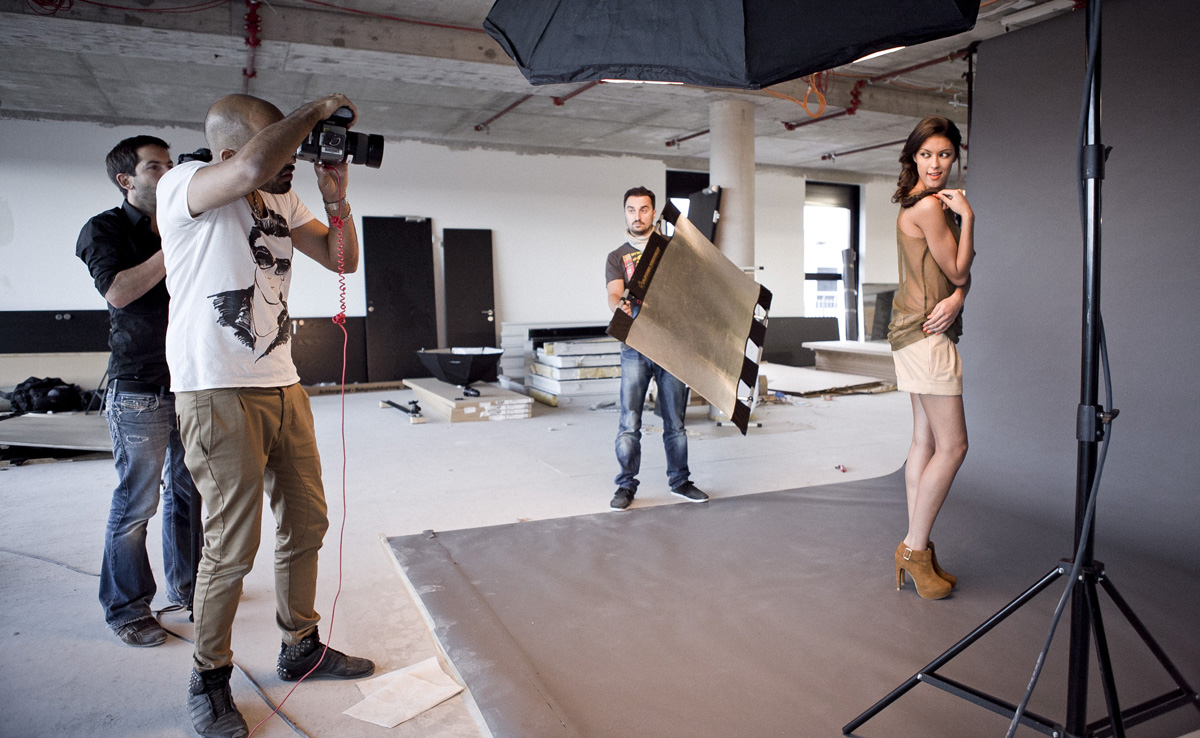
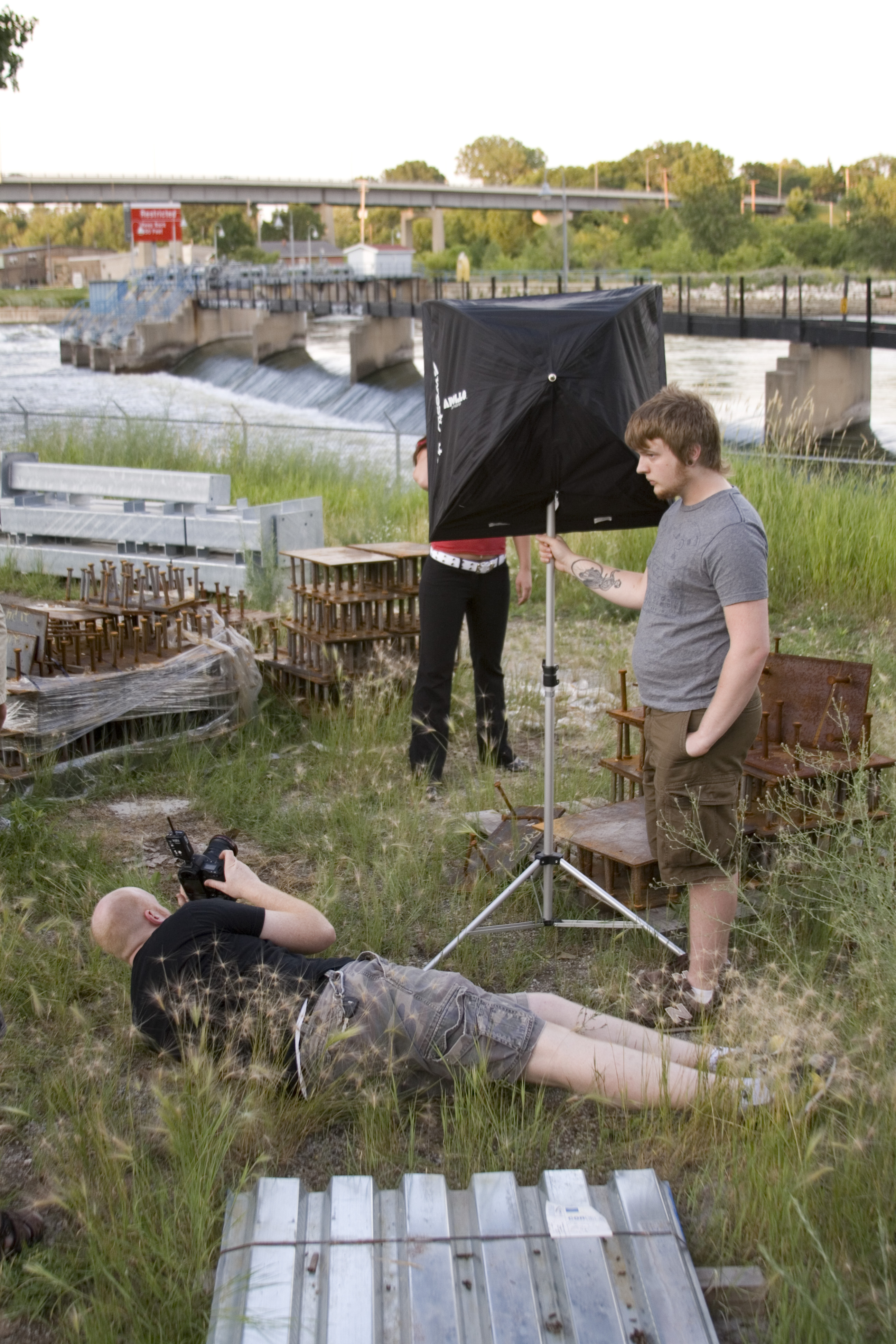
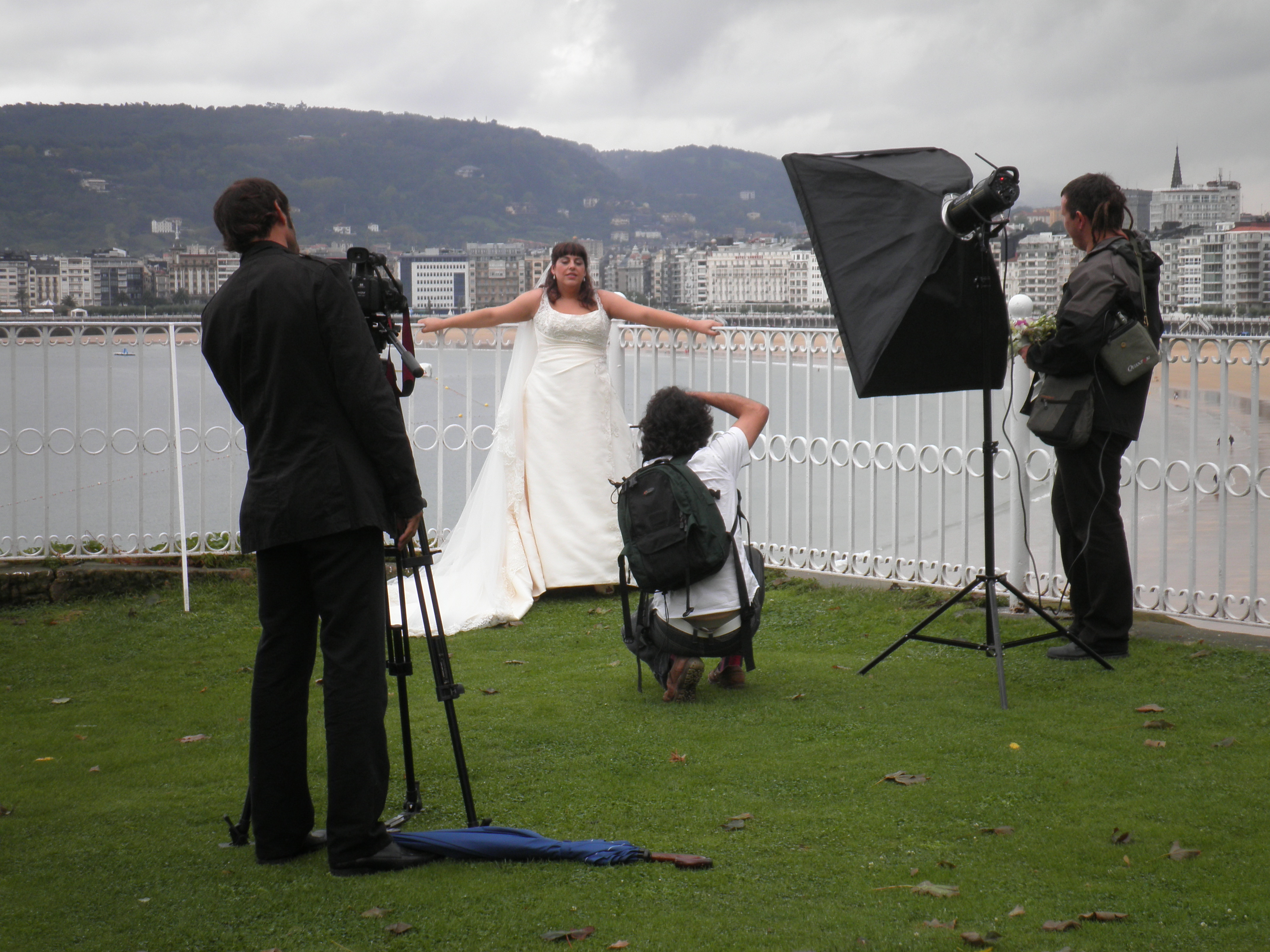
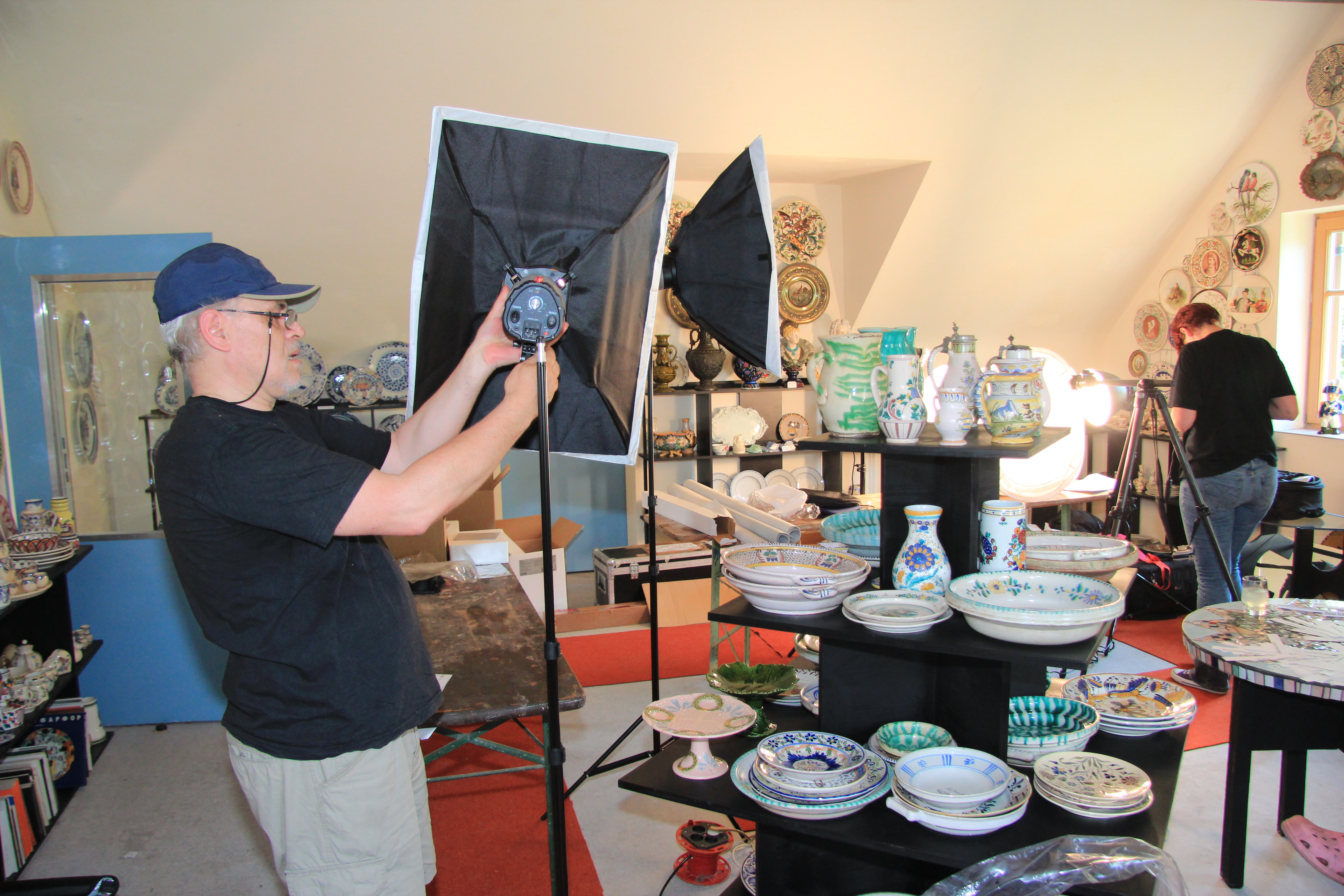